# Фудзі (Сідзуока)

Фу́дзі (яп. 富士市, ふじし, МФА: [ɸud͡ʑi ɕi̥]?) — місто в Японії, в префектурі Сідзуока. Розташоване в східній частині префектури, на березі Саґамської затоки, біля південного підніжжя гори Фудзі. Входить до списку особливих міст Японії.   Отримало статус міста 1954 року. Площа становить 245,02 км². Станом на 1 серпня 2011 року населення складало 253 851  осіб, густота населення — 1040 осіб/км².  Основою економіки є рибальство, хімічна промисловість, целюлозно-паперова промисловість, туризм. Традиційні ремесла — виробництво японського паперу. В місті розташовані бухта Таґо, монастир Дзіссодзі. 